# Roko Ama
Roko Ama es un sitio arqueológico de la cultura Recuay ubicado en el distrito de Cátac en la provincia de Recuay en la región Áncash de Perú. Fue utilizado como cementerio. El sitio es significativo ya que del mismo se extrajeron las cerámicas que se utilizaron para definir el estilo Recuay.
De acuerdo, al arqueólogo Steven Wegner, un propietario de tierras en Cátac, el Sr. Agustín Icaza, mandó excavar el sitio en 1878 obteniendo 160 cerámicas que luego de una venta se exhibieron en París.